# انهدام (فیلم ۱۹۹۷)
انهدام (به انگلیسی: Breakdown) یک فیلم اکشن و دلهره‌آور آمریکایی محصول سال ۱۹۹۷ به کارگردانی و نویسندگی جاناتان موستو با بازی کرت راسل، جی تی والش، کاتلین کویینلان، ام. سی. گینی، جک نوثورتی، مویرا هریس، رکس لین، جک مک‌گی، استیون ودینگتون، توماس کوپاچ است.

## داستان فیلم
جف تیلور در یک جاده خلوت به همراه همسرش امی از بوستون به سمت سن دیگو رانندگی می‌کند. دیری نمی‌گذرد که خودرویش که یک جیپ گرند چروکی است از کار می‌افتد. آنها از ماشین پیاده شده و به دنبال کمک هستند. یک کامیون از آنجا رد می‌شود و جف برایش دست تکان می‌دهد اما کامیون از کنارشان می‌گذرد.
چند دقیقه بعد کامیون بازمی‌گردد و صاحب کامیون به آنها می‌گوید در این نزدیکی‌ها نمی‌توانند تعمیرگاهی پیدا کنند اما کمی جلوتر رستورانی است که وی می‌تواند آنها را به آنجا برساند. جف از امی می‌خواهد که با کامیون به رستوران برود تا خودش فکری به حال ماشین بکند. امی می‌پذیرد و سوار کامیون می‌شود و می‌رود. جف که همچنان منتظر کمک است خسته می‌شود و خود دستی به ماشینش می‌زند. ماشین کار می‌کند. وی سوار ماشین شده و به سمت رستوران می‌رود.
وقتی داخل می‌شود همسرش را نمی‌یابد. او از صاحب آنجا دربارهٔ همسرش می‌پرسد اما هیچ‌کس به وی جواب درستی نمی‌دهد. جف که عصبی شده لیست مشتریان را از دست صاحب رستوران می‌گیرد اما اسم همسرش را نمی‌بیند. جف پس از اینکه از آنجا خارج می‌شود کامیون را می‌بیند. او کامیون را تعقیب می‌کند و بالاخره موفق می‌شود کامیون را نگاه دارد او از صاحب کامیون دربارهٔ همسرش می‌پرسد اما صاحب کامیون ادعا می‌کند که تا به حال او و همسرش را ندیده‌است. یک پلیس سر می‌رسد و پس از شنیدن ادعاهای دو مرد به همراه جف کامیون را وارسی می‌کنند اما اثری از امی نمی‌یابند. وی به صاحب کامیون اجازه رفتن می‌دهد و جف به همراه پلیس به اداره پلیس می‌رود.
آنجا به وی پیشنهاد می‌شود که به رستوران برگردد و منتظر همسرش بماند. جف در حال بازگشت با یک شخصی به نام بیلی برمی‌خورد که ادعا می‌کند همسر جف را در حالی دیده که از یک کامیون پیاده شده و سوار کامیون دیگری شده‌است. جف تیلور به وی می‌گوید که به پلیس برود و شهادت بدهد اما بیلی امتناع می‌کند و می‌گوید ممکن است پلیس نیز در این قضیه درگیر باشد. جف که خود را تک و تنها می‌بیند تصمیم می‌گیرد خود دل به ماجرا بزند و راز ناپدید شدن همسرش را کشف کند و…

## تولید
این فیلم در مناطق ساکرامنتو مواب، یوتا و سدونا، آریزونا فیلم‌برداری شد.

## فروش فیلم
این فیلم با ۱۲٫۳ میلیون دلار در جایگاه اول باکس آفیس قرار گرفت. پس از افتتاحیه اولیه در ۲۱۰۸ سالن، بعداً این فیلم به ۲۳۴۸ سالن افزایش یافت و در مجموع ۵۰ میلیون و ۱۵۹ هزار و ۱۴۴ دلار در ایالات متحده و کانادا فروخت.